# Чудне љубави
Чудне љубави је српска мини серија из 2022. године. Почетком 2022. године је емитована на каналу Суперстар ТВ.

## Радња
Мини серија "Чудне љубави" је романтична комедија која кроз низ урнебесних ситуација преплиће љубавне догодовштине низа ликова различитих генерација повезаних родбинско - емотивним везама.
Све се догађа у свечаној атмосфери новогодишњих празника, од Светог Николе до Божића, уз пуно смеха, неспоразума, емотивних крахова и љубавних узлета.
Како то изгледа кад славски ручак крене по злу, да ли разведени партнери могу да буду пријатељи, како је то кад волите много млађег мушкарца, а како кад о себи лажете девојку у коју сте се тек заљубили, на шта личи сестринско ривалство, а на шта мушко-женско пријатељство, да ли децу треба подржавати баш у свему и шта заиста очекујемо од свог партнера - само су неке од тема у овом узбудљивом мини серијалу.

## Улоге
| Глумац                | Улога                                  |
| --------------------- | -------------------------------------- |
| Никола Којо           | Филип                                  |
| Милена Предић         | Бојана Милатовић                       |
| Аница Добра           | Олга                                   |
| Весна Тривалић        | Наталија                               |
| Нина Нешковић         | Мина Букмировић                        |
| Јован Јовановић       | Синиша                                 |
| Наташа Нинковић       | Весна                                  |
| Воја Брајовић         | Раде Симић                             |
| Јанко Поповић Воларић | Богдан Горановић                       |
| Никола Пејаковић      | поп Љубинко                            |
| Зоран Цвијановић      | Дејан “Деки”                           |
| Драган Петровић       | баба Зора                              |
| Анђела Јовановић      | Гоца                                   |
| Тамара Алексић        | Нађа                                   |
| Вучић Перовић         | Јанко                                  |
| Александар Радојичић  | Бане                                   |
| Теодора Сребранов     | Теа                                    |
| Атанасије Штогрен     | Лазар Лазар                            |
| Милош Самолов         | Симоновић                              |
| Дубравка Мијатовић    | водитељка Соња (девојачки Живојиновић) |
| Срђан Тимаров         | Гордан                                 |
| Срђан Милетић         | Обрад                                  |
| Исидора Грађанин      | Цеца                                   |
| Дејан Тончић          | редитељ                                |
| Ивана Панзаловић      | Симоновићева жена                      |
| Анђелика Симић        | директорка                             |
| Драгана Дабовић       | трудница                               |
| Урош Јаковљевић       | младић                                 |
| Ђорђе Стојковић       | портир                                 |
| Бора Ненић            | продавац костима                       |
| Теодора Бјелица       | девојка у кафићу                       |